# Жанито
Жанито (llanito), рядко янито (yanito), е форма на испанския език от Андалусия, с вплетени редица думи от английски и други езици, която се говори в британската задморска територия Гибралтар.
Този диалект е еклектична смес от андалуски испански и британски английски език, която включва превключване от един език на друг, както и заемане на думи от други средиземноморски езици. Той обаче не отговаря на изискванията да бъде класифициран като креолски език.
Хората от Гибралтар също наричат себе си жанитос (llanitos).

## Език
Андалуският испански е сред основните компоненти на жанито. Диалектът е силно повлиян от британския английски. Използват се също редица думи и изрази от други езици – с над 500 думи от лигурски (диалекта на Генуа) и с корени от иврит. Другите му основни езикови компоненти са малтийски и португалски. Често се преминава и на английски. Някои думи на жанито също са широко използвани в съседното испанско градче La Línea de la Concepción (заради високия брой жители на La Línea, които работят в Гибралтар в продължение на години).
За външни хора, които говорят само английски или испански, жанито може да звучи напълно неразбираемо, тъй като често езиците се сменят в средата на изречението, но за хората, които говорят тези 2 езика, диалектът звучи уникален и интересен. Сред характеристиките на езика е произнасянето на английски думи с андалуски привкус. Например bacon (бекон) се произнася beki; cake (торта) – keki; battery (батерия) – batteria; полицаите се наричат la parma. Повечето гибралтарци, особено тези с по-високо образование, говорят също стандартен испански, както и британски английски.
Жанито е значително повлиян от иврит заради значителното еврейско население на Гибралтар. Евреите са допринесли с думи и изрази от Haketia – почти изчезнал юдейско-испански език, който се говори от общностите на сефарадските евреи в Северно Мароко – например в Тетуан и Танжер, и испанските територии на Сеута и Мелиля в Северна Африка.

## Етимология
Етимологията на думата „жанито“ (llanito) е до голяма степен неясна. На испански llanito означава „малка равнина“ и се интерпретира като „хора от равнината“. Смята се, че жителите на La Línea с важни социални и икономически връзки с Гибралтар са били първите, наричани Llanitos, тъй като La Línea се намира в равнината около Скалата. Алтернатива теория е, че произходът на думата е умалително на името Gianni. В края на ХVІІІ и в началото на ХІХ век по-голямата част от цивилното население на Гибралтар е от Генуа и Gianni е било популярно италианско име.